# Pteris propinqua
Pteris propinqua är en kantbräkenväxtart som beskrevs av Jakob Georg Agardh. Pteris propinqua ingår i släktet Pteris och familjen Pteridaceae. Inga underarter finns listade.